# Жданович, Павел Иванович
Павел Иванович Жданович (23 февраля 1908 года, д. Борки, Быховский уезд, Могилёвская губерния, Российская империя — 13 апреля 1962 года, пос. Равнина, Байрам-Алийский район, Марыйская область, Туркменская ССР) — директор каракулеводческого совхоза «Равнина» Министерства внешней торговли СССР, Байрам-Алийский район, Марыйская область, Туркменская ССР. Герой Социалистического Труда (1948).

## Биография
Родился в 1908 году в крестьянской семье в селе Борки Быховского уезда Могилёвской губернии (сегодня — Кировский район Могилёвской области).
С 1924 года трудился в сельском хозяйстве.
В последующие годы переехал в Туркменскую ССР. В 1930 году вступил в ВКП(б). С 1934 года — начальник политического отдела совхоза «Равнина» Байрам-Алийского района Марыйской области с усадьбой на станции «Равнина» Ашхабадской железной дороги.
В июне 1934 года был призван на срочную службу в Красную Армию. С 1936 года служил уполномоченным по оперативной работе Марыйской тюрьмы отдела мест заключения НКВД Туркменской ССР в звании сержанта государственной безопасности. В 1937 году уволен в действующий резерв НКВД СССР в звании лейтенанта госбезопасности. В 1942 году назначен начальником политического отдела совхоза «Сарыджа».
С 1943 года — директор каракулеводческого совхоза «Равнина» Байрам-Алийского района. Принял совхоз, находившийся в убыточном состоянии. Совхозные пастбища площадью 310 тысяч 800 гектаров находились в сложных климатических условиях в юго-восточной части пустыни Кара-Кум.
За короткое время вывел совхоз в число передовых сельскохозяйственных предприятий Марыйской области. На рубеже 1940—1950-х годов совхоз наряду с совхозом «Уч-Аджи» (директор — Александр Иванович Трапезников) Байрам-Алийского района занимал передовые позиции по производству каракуля в СССР. В совхозе были построены три овцеводческих фермы, на которых содержалось около 50 тысяч голов каракулевых овец, ферма крупного рогатого скота для 200 голов, свиноферма на 150 голов, птицеферма на три тысячи кур, верблюдоводческая ферма и конеферма ахалтекинских лошадей. Были распахана целина площадью около 900 гектаров под кормовые культуры, заложены фруктовый сад и виноградник площадью 20 гектаров и бахчевая плантация площадью 25 гектаров.
Вместе с зоотехником Семёном Борисовичем Браславским провёл организационные мероприятия и внедрил передовые зоотехнические методы, в результате которых значительно возросла процентная сдача каракулевых смушек по сравнению с предыдущим периодом, когда выход каракулевых смушек первого сорта составляла около 50 — 60 % от всего сдаваемого количества смушек. В 1947 году было получено в среднем по совхозу 91 % куракулевых смушек первого сорта и выращено в среднем по 106 ягнят к отбивке на каждые 100 каракулевых овцематок от имевшихся на начало года 9950 овцематок. Указом Президиума Верховного Совета СССР от 15 сентября 1948 года удостоен звания Героя Социалистического Труда за «получение в 1947 году высокой продуктивности животноводства при выполнении колхозом обязательных поставок сельскохозяйственных продуктов и плана развития животноводства по всем видам скота» с вручением ордена Ленина и золотой медали «Серп и Молот» (медаль № 1869).
Этим же Указом званием Героя Социалистического Труда были также награждены зоотехник Семён Борисович Браславский, управляющий второй фермой Беки Мамедтачев, управляющий третьей фермой Нурберген Карабашев и чабаны Ораз Бабаев, Чары Бабаев, Кенес Биркулаков, Мамед Валиев, Усербай Кульбатыров.
В 1948 году совхоз «Равнина» сдал государству от общего количества 97,1 % каракулевых смушек первого сорта, что стало наивысшим показателем по всем каракулеводческим совхозам СССР. Совхоз неоднократно представлял свои трудовые результаты на Всесоюзной выставке ВСХВ. В 1957 году за выдающиеся трудовые результаты совхоз был награждён орденом Трудового Красного Знамени.
В 1953 году окончил заочное отделение Московского пушно-мехового института. Руководил совхозом около двадцати лет до своей кончины.
Проживал в посёлке «Равнина» (сегодня — посёлок Беркарар) Байрам-Алийского района, где скончался в 1962 году. Похоронен на Русском кладбище (Старое кладбище) города Байрамали.
Сочинения
- Каракулеводческий племсовхоз «Равнина». — М., 1957.

Награды
- Герой Социалистического Труда
- Орден Ленина
- Орден Трудового Красного Знамени (14.02.1957)
- Орден «Знак Почёта» (08.09.1945)
- Медаль «За трудовое отличие» (22.07.1953)
- Большая серебряная медаль ВСХВ (26.11.1965)